# Love At First Sting Tour 2024
Love At First Sting Tour 2024 е 25-ото поред световно концертно турне на германската рок група „Скорпиънс“, с което тя отбелязва 40-ата годишнина от издаването на студийния албум Love at First Sting през 1984 г. То започва на 11 април 2024 г. с девет последователни концерта в „Бект Тиатър“ в Лас Вегас, Невада, Съединените американски щати, по същия начин и на същото място, както когато групата започва и предното си турне Rock Believer World Tour през март 2022 г. „Скорпиънс“ включва в списъка за изпълнение 8 от 9-те песни издадени в Love at First Sting, като единствено As Soon As the Good Times Roll не е част от тях.
Първоначално концертното турне трябва да започне на фестивала „Виве Латино“ в Мексико на 16 март 2024 г., но седмица по-рано групата обявява, че отменя планираното си изпълнение поради здравословни проблеми на вокалиста Клаус Майне. Според изявлението той претърпява операция на гръбначния стълб и лекарят му препоръчва да не пътува, за да има достатъчно време за възстановяване.
След концертите в Лас Вегас, в края на май „Скорпиънс“ изнася шест концерта в Близкия изток, Европа и Азия преди музикантите да предприемат продължително турне в Европа през юни и юли. На 1 август те са част от ежегодния фестивал „Вакен Оупън Еър“ във Вакен, Германия, но участието им предизвиква разнопосочни коментари и критики към групата, както от публиката, така и от медиите. На 22 август 2024 г. чрез официалния си уебсайт „Скорпиънс“ съобщава, че отменя предстоящите дати през септември от турнето в Германия поради контузия на китариста на групата Матиас Ябс, която изисква операция и рехабилитация; новината е потвърдена и от него. След невъзможност да се намерят нови свободни дати за отменените концерти, Love At First Sting Tour 2024 е прекратено.

## Музиканти
- Клаус Майне – вокали
- Рудолф Шенкер – китари
- Матиас Ябс – китари
- Павел Мончивода – бас
- Мики Дий – барабани

## Дати
| Дата             | Град                        | Държава                    | Място                          |
| Северна Америка  | Северна Америка             | Северна Америка            | Северна Америка                |
| ---------------- | --------------------------- | -------------------------- | ------------------------------ |
| 11 април 2024 г. | Лас Вегас                   | САЩ                        | „Бект Тиатър“                  |
| 13 април 2024 г. | Лас Вегас                   | САЩ                        | „Бект Тиатър“                  |
| 18 април 2024 г. | Лас Вегас                   | САЩ                        | „Бект Тиатър“                  |
| 19 април 2024 г. | Лас Вегас                   | САЩ                        | „Бект Тиатър“                  |
| 20 април 2024 г. | Лас Вегас                   | САЩ                        | „Бект Тиатър“                  |
| 24 април 2024 г. | Лас Вегас                   | САЩ                        | „Бект Тиатър“                  |
| 26 април 2024 г. | Лас Вегас                   | САЩ                        | „Бект Тиатър“                  |
| 28 април 2024 г. | Лас Вегас                   | САЩ                        | „Бект Тиатър“                  |
| 1 май 2024 г.    | Лас Вегас                   | САЩ                        | „Бект Тиатър“                  |
| 3 май 2024 г.    | Лас Вегас                   | САЩ                        | „Бект Тиатър“                  |
| Азия             |                             |                            |                                |
| 17 май 2024 г.   | Абу Даби                    | Обединени арабски емирства | „Етихад Арена“                 |
| 20 май 2024 г.   | Бахрейн                     | Бахрейн                    | „Ал Дана Амфитеатър“           |
| Европа I         |                             |                            |                                |
| 23 май 2024 г.   | Истанбул                    | Турция                     | „Кючукчифтлик Парк“            |
| 25 май 2024 г.   | Истанбул                    | Турция                     | „Кючукчифтлик Парк“            |
| Азия II          |                             |                            |                                |
| 29 май 2024 г.   | Алмати                      | Казахстан                  | „Алматай Арена“                |
| 31 май 2024 г.   | Батуми                      | Грузия                     | „Блек Сий Арена“               |
| Европа II        |                             |                            |                                |
| 8 юни 2024 г.    | Лондон                      | Англия                     | „Уембли Арена“                 |
| 11 юни 2024 г.   | Амстердам                   | Нидерландия                | „Зиго Доум“                    |
| 15 юни 2024 г.   | Лисабон                     | Португалия                 | „Рок в Рио“                    |
| 18 юни 2024 г.   | Виен                        | Франция                    |                                |
| 21 юни 2024 г.   | Нанси                       | Франция                    | „Зенит“                        |
| 23 юни 2024 г.   | Десел                       | Белгия                     | „Граспоп Метъл Мийтинг“        |
| 27 юни 2024 г.   | Жилина                      | Словения                   | „Топфест 2024“                 |
| 29 юни 2024 г.   | Будапеща                    | Унгария                    | „Будапеща Арена“               |
| 2 юли 2024 г.    | Люксембург                  | Люксембург                 |                                |
| 4 юли 2024 г.    | Муртен                      | Швейцария                  |                                |
| 6 юли 2024 г.    | Брайзах ам Рейн             | Германия                   |                                |
| 11 юли 2024 г.   | Валенсия                    | Испания                    |                                |
| 13 юли 2024 г.   | Чиклана де ла Фронтера      | Испания                    |                                |
| 16 юли 2024 г.   | Мадрид                      | Испания                    |                                |
| 19 юли 2024 г.   | Санто Доминго де ла Калсада | Испания                    |                                |
| 21 юли 2024 г.   | Хихон                       | Испания                    |                                |
| 23 юли 2024 г.   | Каркасон                    | Франция                    |                                |
| 26 юли 2024 г.   | Варшава                     | Полша                      | Национален стадион във Варшава |
| 29 юли 2024 г.   | Пардубице                   | Чехия                      |                                |
| 1 август 2024 г. | Вакен                       | Германия                   | „Вакен Оупън Еър“              |

## Отменени концерти
| Дата                 | Град     | Държава           | Причина                       |
| -------------------- | -------- | ----------------- | ----------------------------- |
| 16 март 2024 г.      | Мексико  | Мексико           | Възстановяване на Клаус Майне |
| 11 септември 2024 г. | Германия | Нюрнберг          | Поради контузия на Матиас Ябс |
| 13 септември 2024 г. | Германия | Хамбург           | Поради контузия на Матиас Ябс |
| 15 септември 2024 г. | Германия | Лайпциг           | Поради контузия на Матиас Ябс |
| 18 септември 2024 г. | Германия | Кьолн             | Поради контузия на Матиас Ябс |
| 20 септември 2024 г. | Германия | Франкфурт на Майн | Поради контузия на Матиас Ябс |